# Rosice - zámek
Rosice - zámek este o arie protejată (arie specială de conservare — SAC, sit de importanță comunitară — SCI) din Republica Cehă întinsă pe o suprafață de 0,23 ha, integral pe uscat.

## Localizare
Centrul sitului Rosice - zámek este situat la coordonatele 49°10′56″N 16°23′09″E / 49.182222°N 16.385833°E.

## Înființare
Situl Rosice - zámek a fost declarat sit de importanță comunitară în aprilie 2005 pentru a proteja 1 specie de animale. Situl a fost protejat și ca arie specială de conservare în aprilie 2014.

## Biodiversitate
Situată în ecoregiunea continentală, aria protejată nu include niciun habitat protejat.
La baza desemnării sitului se află o specie protejată de  mamifere: liliac comun (Myotis myotis).